# J-Chess
J-Chess（ジェイチェス）は、基本的なルールは将棋（日本将棋）そのままに、駒から漢字を排除し、ファッション感覚を導入することにより子供や女性・日本人以外に対する間口を広げようと考案されたボードゲームである。
2001年、小説家・ネットプロデューサーである吉村達也により発案され、プロ棋士の伊藤果、島朗、森下卓、佐藤康光（棋士番号順）が協力している。

## 将棋の駒との対応
J-Chessの駒には、キング/クイーンを除いて動物をイメージする絵が使用されている。駒の呼び方と、括弧内にはイメージされる動物を記述している。
| 将棋      | J-Chess              |
| --------- | -------------------- |
| 玉将/王将 | キング/クイーン      |
| 飛車      | イーグル（ワシ）     |
| 角行      | チータ               |
| 金将      | パンダ               |
| 銀将      | フォックス（キツネ） |
| 桂馬      | ディア（シカ）       |
| 香車      | ビー（ハチ）         |
| 歩兵      | ワーカー（アリ）     |

「飛車が竜王に成る」は「イーグルがスーパーイーグルに変身する」と表現される。